# Kanały półkoliste
Kanały półkoliste (łac. canales semicirculares) – trzy kostne kanały ucha wewnętrznego, znajdujące się w błędniku. Rozpoczynają i kończą się w przedsionku, a jeden z końców zamyka się bańką (ampulla), do której wiedzie odnoga bańkowa (crus ampullaris).
U człowieka są one tak usytuowane, że każdy z nich jest ustawiony mniej więcej prostopadle do płaszczyzn dwóch pozostałych:
- boczny lub poziomy (lateralis),
- tylny lub pionowy tylny (posterior),
- przedni lub pionowy przedni (anterior).

Wypełnione są przychłonką, w której zawieszone są błoniaste przewody półkoliste.